# Heliciopsis velutina
Heliciopsis velutina là một loài thực vật có hoa trong họ Quắn hoa. Loài này được (Prain) Sleumer miêu tả khoa học đầu tiên.